# Курашинов, Олег Исуфович
Олег Исуфович Курашинов (23 сентября 1950, Нальчик) — советский футболист, выступавший на позиции нападающего. Сыграл 4 матча в высшей лиге СССР.

## Биография
Начал заниматься футболом в 1960 году в футбольной школе г. Нальчика, а с 1962 года — в группе подготовки футболистов местного «Спартака», первый тренер — Борис Харитонович Сиданов. С 16-летнего возраста выступал за взрослую команду «Спартака». Призывался в юношескую сборную РСФСР, в её составе в 1967 году стал победителем турнира «Надежда» и его лучшим бомбардиром. В составе юношеской сборной СССР участвовал в юниорских турнирах УЕФА (1968 и 1969), в том числе в 1969 году стал бронзовым призёром.
В 1969 году перешёл в московское «Динамо». Дебютный матч в высшей лиге сыграл 14 июля 1969 года против бакинского «Нефтчи», выйдя на замену на 71-й минуте вместо Юрия Сёмина. Всего за бело-голубых сыграл 4 матча в высшей лиге (два — в сезоне 1969 года и два — в 1970 году), а также две игры в Кубке СССР и 4 товарищеских матча. За дубль «Динамо» сыграл 42 матча и забил 13 голов в первенстве дублёров.
После ухода из «Динамо» снова выступал за команду из Нальчика, носившую названия «Спартак», «Автомобилист», «Эльбрус». Также провёл два сезона во второй лиге в составе «Спартака» из Костромы. Завершил спортивную карьеру в возрасте 26 лет.
После окончания спортивной карьеры работал тренером в ДЮСШ г. Нальчика. Окончил Высшую школу тренеров (1982). В начале 1990-х годов работал в Иордании[уточнить]. C 1990-х годов живёт в Москве, тренировал детско-юношеские и любительские команды, в том числе в ДЮСШ «Красногвардеец», в детской секции «Фортуна» (Митино).